# Lagersprache

La Lagersprache, terme allemand signifiant « langage du camp », est le vocabulaire particulier utilisé dans les camps de concentration nazis, avant et pendant la Seconde Guerre mondiale, aussi bien par les nazis eux-mêmes que par les déportés. Elle se compose d'allemand (seule langue  officielle autorisée dans les camps) et de divers apports dont le yiddish, jusqu'à former une lingua franca propre à l'univers concentrationnaire.
La Lagersprache est également connue sous les noms de Lagerszpracha, Lagerjargon, Lagerdeutsch, Lageresperanto et Krematoriums-Esperanto.

## Principe

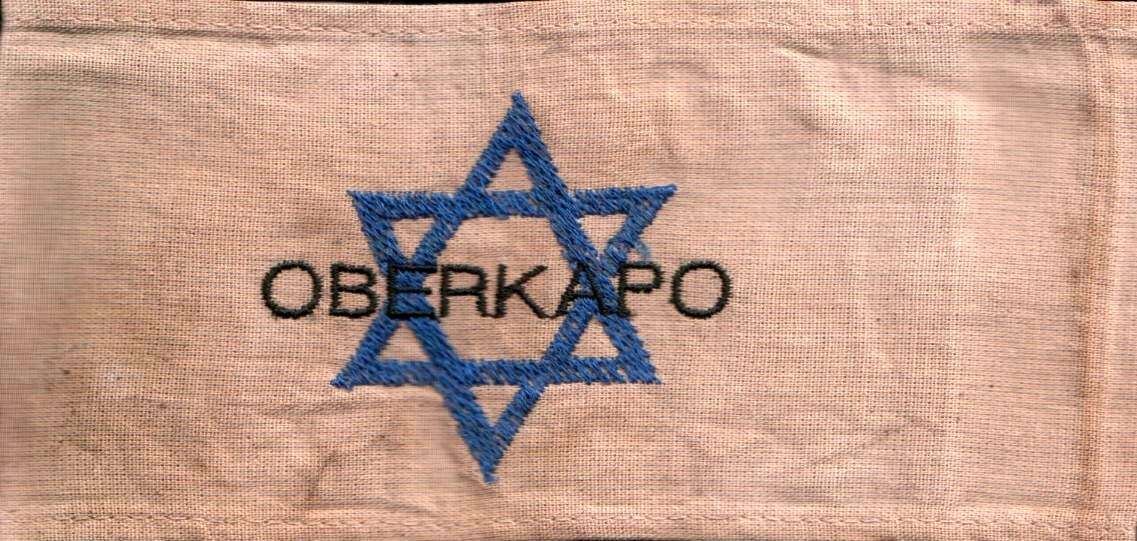
Brassard d'un Oberkapo (Kapo en chef).

La Lagersprache amalgame « un jargon allemand imposé par les "maîtres", un argot des détenus et un sabir international ». Le langage des camps se présente sous plusieurs formes. D'une part, le champ lexical s'étend à des néologismes spécifiques, créés ad hoc, par exemple pour désigner des geôliers, des déportés, des équipements ou des bâtiments. Le Kapo, le Prominent, l'Älteste, l'Aufseherin sont autant de figures caractéristiques du système concentrationnaire.
D'autre part, des termes déjà existants peuvent acquérir un sens différent de celui qu'ils possèdent à l'extérieur du camp. Ainsi, le verbe « organiser » veut dire « trafiquer », « dérober ». Le « Kanada » ne se réfère pas littéralement à ce pays mais aux baraquements où sont entreposés les effets personnels que les nazis ont volés aux détenus, puisque toutes les richesses s’y trouvent et que le Canada, dans l'imaginaire collectif, passe pour être un pays de Cocagne. Un Muselmann, mot yiddish pour « musulman », n'est pas un musulman mais un déporté sur le point de mourir et qui est souvent à genoux (comme les musulmans en prière), incapable de tenir debout. Ce terme n'est pas l'apanage des déportés : les autorités du camp, en particulier les médecins, l'emploient également.
Enfin, il arrive que des mots conservent leur signification originelle mais subissent un détournement sémantique dû aux circonstances. L'« appel » qui est effectué tous les matins et tous les soirs pendant des heures sur l'Appellplatz (la « place d'appel » au centre du camp) est bien une procédure d'appel des prisonniers, mais dans des conditions telles qu'il provoque des morts chaque jour, et, comme son nom ne l'indique pas, la « place d'appel » est aussi le lieu de nombreuses tueries. Quant à  la « sélection » opérée à l'arrivée des déportés, elle vise à sélectionner ceux qui seront assassinés en premier dans les chambres à gaz.